# Plecopterodes molybdopasta
Plecopterodes molybdopasta là một loài bướm đêm trong họ Noctuidae.